# Jan Sonntag

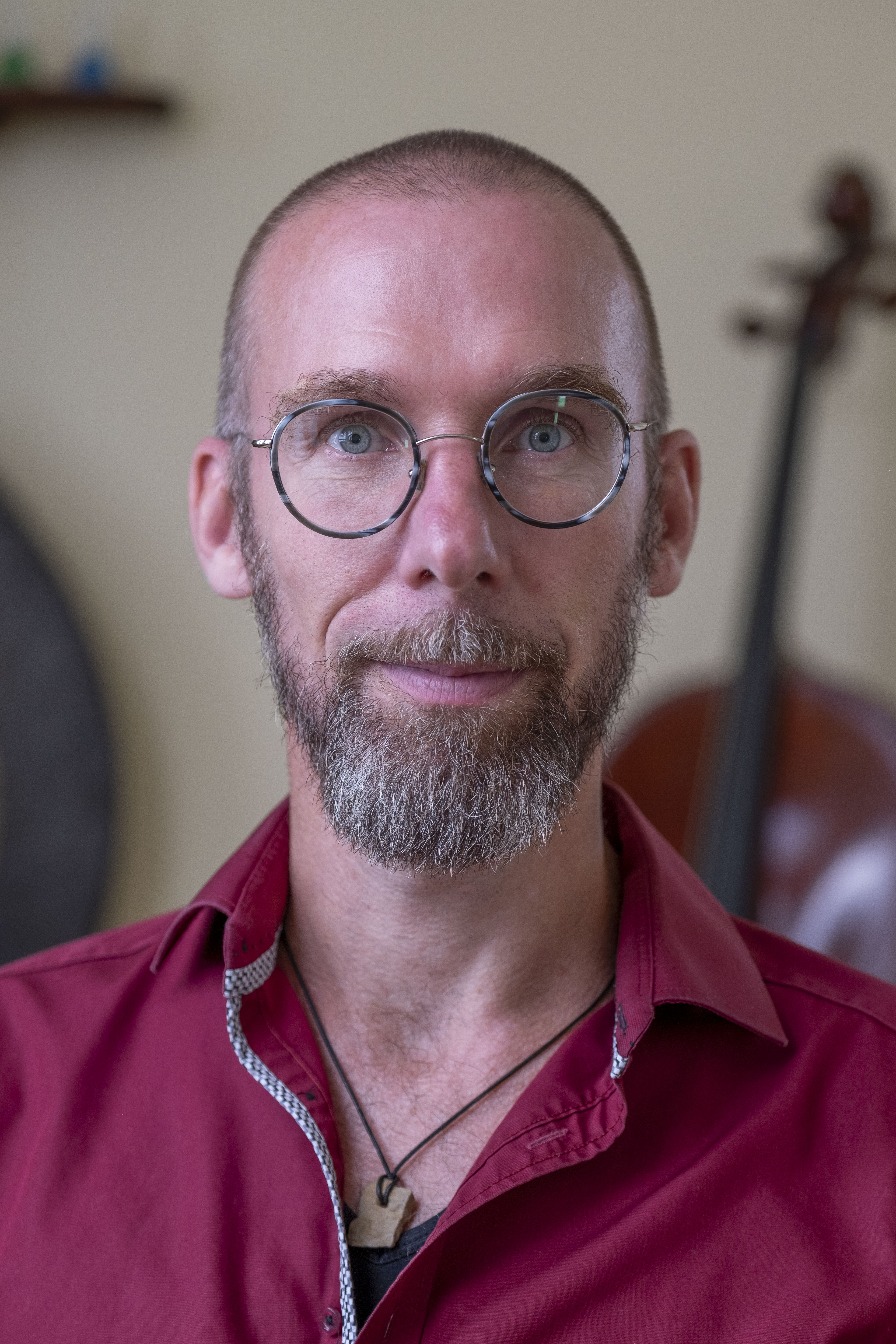
Jan Sonntag / Foto: Michael Hagedorn

Jan Sonntag (geb. 1973 in Kassel) ist ein deutscher Musiktherapeut. Er lehrt als Professor an der MSH Medical School Hamburg und ist Inhaber einer Praxis in Hamburg.

## Werdegang
Sonntag studierte an der Gesamthochschule Kassel (Sozialwesen), an der Fachhochschule Heidelberg (Musiktherapie) sowie an der Hochschule für Musik und Theater Hamburg (Promotionsstudium Musiktherapie). Er lehrte sowohl an der Hochschule Darmstadt im Bachelorstudiengang Soziale Arbeit, als auch an der Hochschule für angewandte Wissenschaften Hamburg im Weiterbildungsstudium Musiktherapie in Sozialer Arbeit. An der MSH Medical School Hamburg lehrt er als Hochschullehrer im Studiengang Expressive Arts in Social Transformation, dessen Schwerpunkt Musik und Sonic Arts er leitet.
Jan Sonntag arbeitet als Therapeut, Forscher, Berater, Dozent und Autor seit 1999 schwerpunktmäßig im Bereich Demenz. Neben der musiktherapeutischen Tätigkeit in mehreren Hamburger Pflegeeinrichtungen hat er maßgeblich zur organisatorischen und konzeptionellen Entwicklung der Musiktherapie bei Demenzen in Hamburg und darüber hinaus beigetragen. Durch die qualitative Auswertung langjähriger musiktherapeutischer Praxis im Bereich Demenz entwickelte er das Atmosphärenkonzept in der Musiktherapie. Der Ansatz wird international in Forschung, Praxis und Lehre aufgegriffen und von ihm selbst im Rahmen des Projekts Healing Soundscape (Hochschule für Musik und Theater, Universitätsklinikum Hamburg-Eppendorf) weiterentwickelt.

## Ausgewählte Publikationen
- Muthesius, D., Sonntag, J., Warme, B. & Falk, M. (2019): Musik – Demenz – Begegnung. Musiktherapie für Menschen mit Demenz. Vollständig überarbeitete und aktualisierte Neuauflage. Frankfurt: Mabuse. ISBN 3940529559[5]
- Sonntag, J. (2013/2016): Demenz und Atmosphäre. Musiktherapie als ästhetische Arbeit. Frankfurt: Mabuse. Dissertation. ISBN 9783863211530[5]